# Ngimbang (Ngimbang)
Ngimbang is een bestuurslaag in het regentschap Lamongan van de provincie Oost-Java, Indonesië. Ngimbang telt 1788 inwoners (volkstelling 2010).